# Ołeh Żylin
Ołeh Pawłowycz Żylin, ukr. Олег Павлович Жилін, ros. Олег Павлович Жилин, Oleg Pawłowicz Żilin (ur. 26 lutego 1947, zm. w czerwcu 2024) – ukraiński piłkarz, grający na pozycji obrońcy lub pomocnika, trener piłkarski.

## Kariera piłkarska

### Kariera klubowa
W 1965 rozpoczął karierę piłkarską w drużynie Szachtar Jenakijewe. W 1968 został powołany do wojska, gdzie bronił barw SKA Kijów. Po zwolnieniu z wojska został w 1970 piłkarzem Azowca Mariupol. Na początku 1972 został zaproszony do Tawrii Symferopol. W 1980 występował najpierw w zespole amatorskim Meteor Symferopol, a latem zasilił skład klubu Atłantyki Sewastopol, w którym zakończył karierę piłkarza w roku 1985.

## Kariera trenerska
Po zakończeniu kariery piłkarskiej rozpoczął pracę szkoleniowca. Od 1986 pomagał trenować piłkarzy Atłantyki Sewastopol, a w lipcu 1986 stał na czele zespołu, którym kierował do końca 1986 roku. Od sierpnia 1994 do lipca 1995 ponownie prowadził sewastopolski klub, który już nazywał się Czajka Sewastopol

## Sukcesy i odznaczenia

### Sukcesy piłkarskie
Tawrija Symferopol
- mistrz Ukraińskiej SRR: 1973
- brązowy medalista Mistrzostw Ukraińskiej SRR: 1972
- brązowy medalista Pierwoj ligi ZSRR: 1977
- wicemistrz Wtoroj ligi ZSRR: 1973
- zdobywca Pucharu Ukraińskiej SRR: 1974
- finalista Pucharu Ukraińskiej SRR: 1975

### Sukcesy indywidualne
- rekordzista wśród ukraińskich piłkarzy w ilości rozegranych meczów w Mistrzostwach ZSRR: 733 mecze